# Сизов, Пётр Иванович
Пётр Иванович Сизов (26.01.1909—21.10.1944) — капитан Рабоче-крестьянской Красной Армии, участник Великой Отечественной войны, Герой Советского Союза (1945). Член КПСС с 1937 года. Звание Героя Советского Союза присвоено 24 марта 1945 года посмертно. Приказом министра обороны СССР навечно зачислен в списки воинской части.

## Биография
Пётр Сизов родился 26 января 1909 года в селе Терпенье Мелитопольский район Запорожской области Украинская ССР в семье крестьянина. Русский. Член ВКП(б) с сентября 1937 года. 
В 1938 году окончил Ленинградскую высшую коммунистическую сельскохозяйственную школу.
С марта 1939 по ноябрь 1941 года работал в облземотделе, облсельхозхимснаб, облстатуправления в городе Запорожье Запорожской области Украинской ССР.
Проживал и работал сначала в Донбассе, затем в городах Ургенч и Дружба (ныне Питнак) Хорезмской области Узбекской ССР.
С декабря 1941 года работал заместителем начальника Хорезмского областного статуправления в городе Ургенч Хорезмской области Узбекской ССР.

Великая Отечественная война
С июля 1942 года призван на службу в Рабоче-крестьянскую Красную Армию. Место призыва: Ургенчский РВК (районный военкомат), Узбекская ССР, Хорезмская область, Ургенчский район (источник: pamyat-naroda.ru). 
В 1943 году он окончил Харьковское военно-политическое училище. С апреля 1943 года — на фронтах Великой Отечественной войны (Южный, 4-й Украинский и 1-й Прибалтийский фронты).
К октябрю 1944 года гвардии капитан Пётр Сизов был парторгом 71-го гвардейского стрелкового полка 24-й гвардейской стрелковой дивизии 2-й гвардейской армии 1-го Прибалтийского фронта. Участвовал в сражениях на территории Литовской ССР. 
В ночь с 20 на 21 октября 1944 года полк Сизова удерживал позиции под городом Пагегяй. Во время внезапной немецкой контратаки Сизов организовал её отражение, лично уничтожив 5 солдат противника. На следующий день полк перешёл в наступление. Когда его продвижение вперёд было остановлено пулемётной точкой противника, Сизов подобрался к ней и взорвал её гранатами, но и сам при этом погиб. 
Гвардии капитан Сизов П.И. в боях 21 октября 1944 года в районе г. Пагегяй (Литовская ССР) возглавил отражение вражеской контратаки и уничтожил немецкий пулемёт с пятью солдатами. Погиб в этом бою.
Указом Президиума Верховного Совета СССР от 24 марта 1945 года за «мужество, отвагу и героизм, проявленные в борьбе с немецкими захватчиками» гвардии капитан Пётр Сизов посмертно был удостоен высокого звания Героя Советского Союза.
Также был награждён орденом Ленина и двумя орденами Красной Звезды, рядом медалей. Навечно зачислен в списки личного состава воинской части.
Похоронен на военном кладбище города Пагегяй Шилутского района Литовской ССР.
В честь Сизова названы улицы в городе Ургенч Узбекской ССР и в городе Терпенье Украинской ССР, школы в Терпенье и городе Питнак, установлен памятник в городе Питнак Узбекской ССР.